# Antarctodomus thielei
Antarctodomus thielei is een soort in de klasse van de Gastropoda (Slakken).
Het dier komt uit het geslacht Antarctodomus en behoort tot de familie Buccinidae. Antarctodomus thielei werd in 1958 beschreven door Powell.